# Campos (Mellid)
Campos (llamada oficialmente Santa María de Campos) es una parroquia del municipio de Mellid, en la provincia de La Coruña, Galicia, España.

## Entidades de población
Entidades de población que forman parte de la parroquia:
- A Costa
- A Florida
- Alvite
- A Veiga
- Cabazás
- Casal (O Casal)
- Gudín
- San Lourenzo

## Despoblado
- Outeiro

## Demografía
| Gráfica de evolución demográfica de Campos entre 2000 y 2018 |
|                                                              |
| Población de derecho según el padrón municipal del INE       |